# Carril Barlow

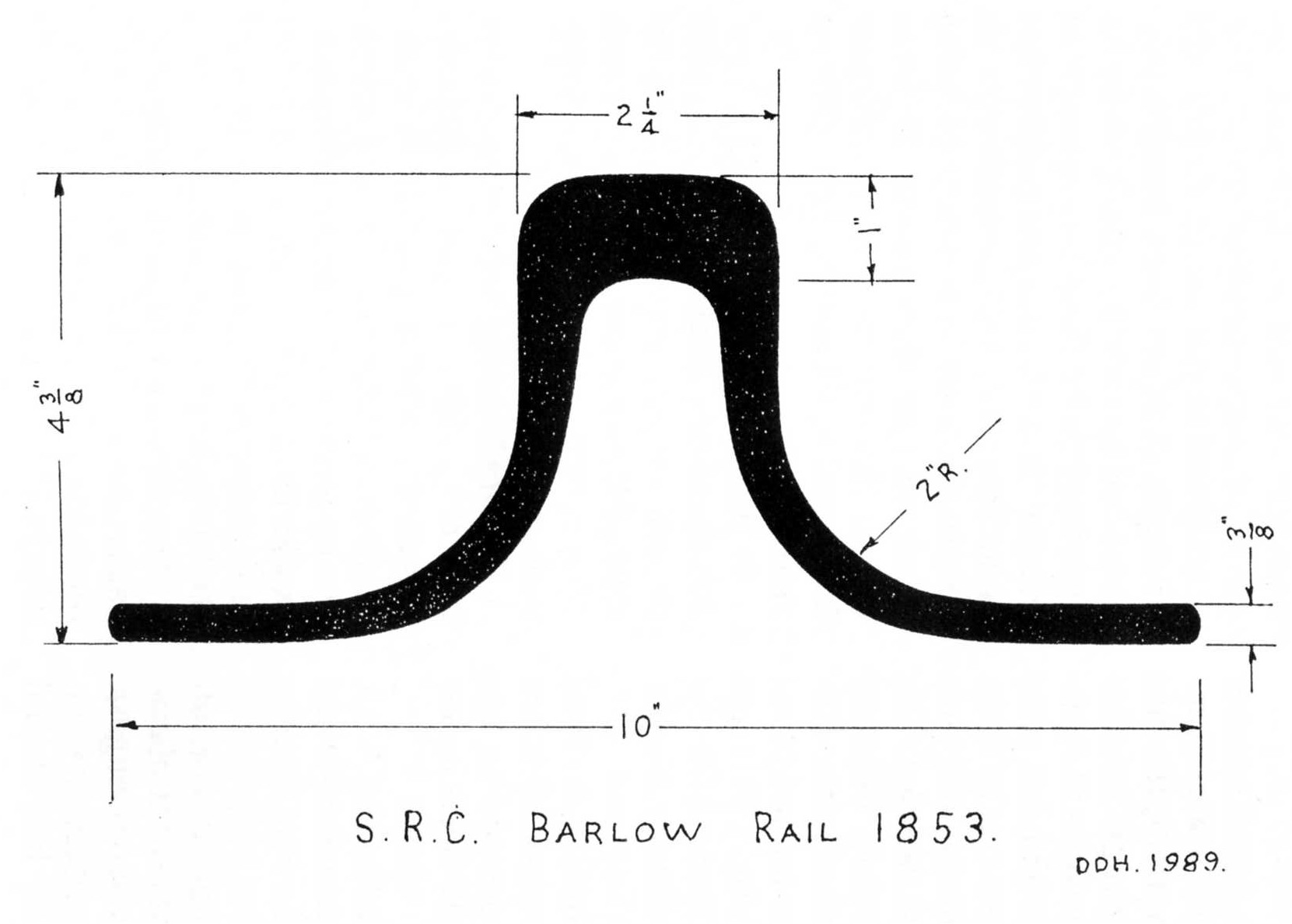
Sección transversal del carril Barlow utilizado por la Compañía del Ferrocarril de Sídney

El carril Barlow (o también riel de Barlow) es una sección de carril plegado que se usaba en los primeros ferrocarriles. Tiene pies anchos y acampanados y se diseñó para ser colocado directamente sobre el balasto, sin necesidad de disponer traviesas. Fue ampliamente adoptado en ferrocarriles con poco tráfico, pero finalmente no tuvo éxito debido a sus problemas de mantenimiento.
Se parece al carril puente utilizado en la vía longitudinalmente apoyada de Brunel, pero tenía una forma cónica, en lugar de la base plana del carril puente más pesado destinado a colocarse sobre largueros de madera.

## Uso

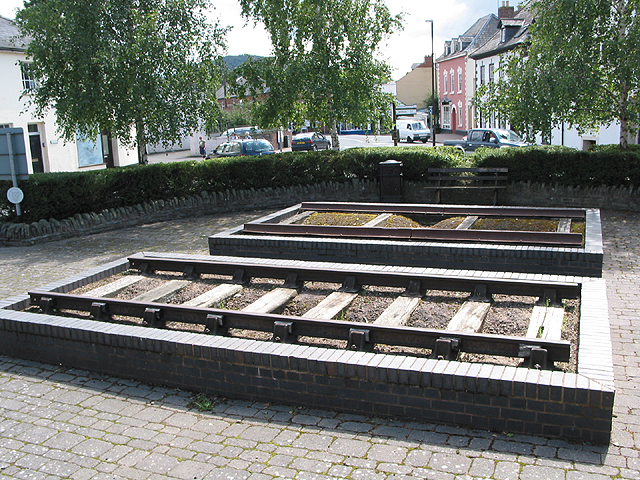
Carril Barlow, mostrado en la parte trasera de la imagen

A mediados del siglo XIX, las redes ferroviarias se estaban expandiendo hacia áreas donde se esperaba un tráfico más ligero. El costo inicial de la vía férrea convencional era considerable y se buscaron alternativas más económicas. El carril Barlow disponía de esta ventaja, al evitar por completo el costo de las traviesas y de las sujeciones. Colocado directamente en el balasto, no requería ningún otro equipo auxiliar, aunque el carril en sí mismo era significativamente más pesado y más caro que los carriles convencionales.
En la práctica, tenía varias desventajas. En particular, carecía de elementos para arriostrar los dos carriles a lo ancho, por lo que si el balasto estaba mal consolidado, los carriles podían moverse gradualmente de forma independiente, lo que generaba un grave riesgo de descarrilamiento. Algunas mejoras posteriores incluyeron la colocación de barras de unión entre carriles opuestos para mantener el ancho de vía.
La sección de riel más ancha y pesada era considerablemente más rígida a la flexión lateral, lo que dificultaba la alineación suave en las curvas, especialmente en las juntas entre las piezas sucesivas del carril.
En las curvas, las ruedas de los vehículos que pasan por la vía generan un efecto que tiende a separar los carriles y, en ausencia de traviesas, los carriles tienden a inclinarse hacia afuera.

## Inventor
El perfil del riel fue inventado en 1849 por William Henry Barlow, ingeniero del Ferrocarril de Midland. El diseño fue patentado (12438 de 1849)
El 14 de mayo de 1850, presentó un documento al Institución de Ingenieros Civiles en Londres detallando sus ideas y afirmando que una sección de prueba del carril de 62,0 kg/m en el Ferrocarril Midland Junction había resultado satisfactoria.
Admitió que se habían presentado dificultades para laminar la sección, pero que los fabricantes de Middlesbrough las habían superado.

## Aplicación
La sección ferroviaria fue adoptada por Brunel para el Ferrocarril del Sur de Gales
- El Ferrocarril del Sur de Gales de Swansea a Carmarthen - 1852. Tendido hacia Milford Haven en 1854[2]
- Los Ferrocarriles Estatales de Nueva Gales del Sur - 1855 - Sídney a Parramatta.[4] (algunas piezas de este riel se exhiben en el Museo Powerhouse de Sídney, con la Locomotive n.º 1).
- Compañía del Ferrocarril de Geelong y Melbourne - 1855 - un pedido de 300 toneladas utilizado en vías cerca de Geelong, Victoria.[5]
- Centro del Ferrocarril de Didcot, en Oxfordshire

## Uso secundario
El carril de Barlow se retiró ampliamente del servicio primario, por lo que quedaron disponibles grandes cantidades de raíles a bajo precio. El Ferrocarril del Sur de Gales puso 400 toneladas a la venta en 1857, con entrega gratuita a cualquier lugar en su línea.
La gran extensión del carril de Barlow colocado en las rutas influidas por Brunel y en Nueva Gales del Sur, ha dejado un legado de postes para cercas y, en algunos casos, tableros de puentes:
- Ferrocarril del Sur de Devon - Tablero de un puente[7]
- Línea del Valle de Conwy - Tablero de un puente[8]
- Shipton-on-Cherwell Halt - postes de valla[9]
- Ferrocarril de vapor y Museo de Dorrigo[10]
- Ramal de Fairford - estructuras[11]
- Muelle de Clevedon - se construyó a partir de carriles Barlow de segunda mano.[12]
- Viaducto ferroviario de Loughor se reconstruyó en 1880 y la nueva plataforma se construyó con rieles Barlow, colocados transversalmente.[6]